# Liste du patrimoine immobilier classé de Bassenge
Cette page regroupe l'ensemble du patrimoine immobilier classé de la ville belge de Bassenge.
| Objet                                                                                      | Année de construction / Architecte | Adresse               | Section communale | Coordonnées                      | Numéro d’inventaire | Illustration                                                                               |
| ------------------------------------------------------------------------------------------ | ---------------------------------- | --------------------- | ----------------- | -------------------------------- | ------------------- | ------------------------------------------------------------------------------------------ |
| La tour d'Eben-Ezer, dite "Temple de la Paix; une zone de protection aux abords de la tour |                                    |                       | Eben-Emael        | 50° 46′ 34″ nord, 5° 38′ 58″ est | 62011-CLT-0001-01   | La tour d'Eben-Ezer, dite "Temple de la Paix; une zone de protection aux abords de la tour |
| Site dit Lava-Heyoule                                                                      |                                    |                       | Eben-Emael        | 50° 46′ 54″ nord, 5° 39′ 58″ est | 62011-CLT-0002-01   | Image manquanteTéléverser                                                                  |
| La tour désaffectée de l'ancienne église Saint-Victor de Glons                             |                                    |                       | Glons             | 50° 45′ 04″ nord, 5° 32′ 47″ est | 62011-CLT-0003-01   | La tour désaffectée de l'ancienne église Saint-Victor de Glons                             |
| Les orgues de l'église Saint-Victor                                                        |                                    |                       | Glons             | 50° 45′ 05″ nord, 5° 32′ 47″ est | 62011-CLT-0004-01   | Image manquanteTéléverser                                                                  |
| L'église St-Lambert : tour                                                                 |                                    |                       | Wonck             | 50° 46′ 08″ nord, 5° 37′ 47″ est | 62011-CLT-0005-01   | L'église St-Lambert : tour                                                                 |
| Le site du Thier à la tombe sis à Eben-Emael                                               |                                    | Rue du Garage         | Eben-Emael        | 50° 47′ 32″ nord, 5° 40′ 21″ est | 62011-CLT-0006-01   | Le site du Thier à la tombe sis à Eben-Emael                                               |
| Le Tumulus d'Emael (M) et l'ensemble formé par celui-ci et ses abords (S)                  |                                    | Rue du Garage         | Eben-Emael        | 50° 47′ 23″ nord, 5° 40′ 32″ est | 62011-CLT-0007-01   | Le Tumulus d'Emael (M) et l'ensemble formé par celui-ci et ses abords (S)                  |
| Totalité du Presbytère place Albert                                                        | 1712                               | Place Roi Albert n°15 | Eben-Emael        | 50° 47′ 39″ nord, 5° 40′ 05″ est | 62011-CLT-0008-01   | Totalité du Presbytère place Albert                                                        |
| Ferme Saint-Laurent                                                                        |                                    | Rue St-Laurent n°185  | Glons             | 50° 45′ 13″ nord, 5° 32′ 27″ est | 62011-CLT-0010-01   | Ferme Saint-Laurent                                                                        |